# Goguś Kwabotyn
Goguś Kwabotyn (Kaczor Goguś, Miluś, Gąsior Gladstone, ang. Gladstone Gander) – postać fikcyjna, antropomorficzna kaczka, stworzona przez Carla Barksa. 
Goguś to niezwykły szczęściarz – wygrywanie w loteriach, znajdowanie banknotów albo cennych przedmiotów to dla niego chleb powszedni. Za patronkę obrał sobie towarzyszącą mu Fortunę. Goguś praktycznie nie musi pracować przez swoje niezwykłe szczęście, co jest powodem zazdrości ze strony Donalda, który od dawna był pechowcem.
Goguś mieszka w Kaczogrodzie.
Rywalizuje z Donaldem przede wszystkim o Daisy, lecz również o inne rzeczy. Mimo niezwykłego szczęścia z reguły rywalizacje z Donaldem kończą się dla niego klęską.
W pierwszych komiksach Barksa z Gogusiem nie było widać jego wielkiego szczęścia, a jedynie jego przebiegłość. Zdarzało się także, że lubił pracować, czego obecnie panicznie się boi.

## Historia
Goguś jest synem Kaczki Dafni (siostry ojca Donalda) i Kwacława Kwabotyna. Według Dona Rosy Goguś urodził się w 1920 roku. W komiksie Splot okoliczności Gogusia trafił piorun, gdy znajdował się przy znaku symbolizującym nieszczęście, spowodowało to, że jedynym dniem w roku, kiedy Goguś miał pecha były jego urodziny. Wiele lat później, gdy znajdował się przy znaku szczęścia, znowu trafił go piorun, odkręcając to, co przydarzyło mu się w dzieciństwie. Debiut Komiksowy postaci Gogusia miał miejsce w styczniu 1948 roku, w komiksie Barksa „Wintertime Wager” (pol „Kąpiel w środku zimy”). W niektórych komiksach pojawia się też postać Shamrocka, który jest siostrzeńcem Gogusia, ma równie wielkie szczęście jak jego wujek.
Inne teorie pochodzenia szczęścia Gogusia:
- Szczęście odziedziczył po matce, która urodziła się w momencie, gdy malarz kończył malować symbol szczęścia na stodole, wspomniany w komiksie Dona Rosy Splot okoliczności (szczęście Dafni jest pokazane w części dziesiątej Życia i Czasów Sknerusa McKwacza „Najeźdźca z Kaczogrodu” autorstwa Dona Rosy).
- W komiksie Kwiat Gogusiowego sekretu (Komiks Gigant 3/00) Goguś dostał na urodziny monetę od Babci Kaczki, którą wrzucił do automatu z papugą. Dostał tam los, który przepowiadał mu szczęście. Miał on od wieku 7 lat mieć fart i tak się stało. Na Wodnikowym Wzgórzu Goguś zgubił się i znalazł go pewien człowiek.
- W jednym z komiksów z serii „Gigant” Goguś otrzymał stary, bezwartościowy banknot od Wujka Sknerusa, który powiedział mu, że przynosi szczęście.

Sytuacje, kiedy Gogusia opuszcza szczęście:
- Kiedy Goguś spotka inną osobę obdarzona niezwykłym szczęściem, jego szczęście przechodzi na każdą inną osobę[c].
- Kiedy los sprzyja Donaldowi, Gogusia automatycznie zaczyna prześladować pech.
- Goguś ma zawsze problemy podczas swoich urodzin - efekt wypadku w dzieciństwie[d].
- Wszystkie próby zdobycia jakiegoś wyjątkowego przedmiotu, zaszczytnego tytułu lub miejsca w historii kończyły się dla Gogusia fiaskiem.
- Kiedy Goguś wykorzysta szczęście do niecnych celów, Gogusia zaczyna prześladować pech[e].

## Kacze opowieści
Goguś kilkakrotnie wystąpił w serialu Kacze opowieści, jednak - podobnie jak Kaczor Donald - był postacią epizodyczną. W serialu znany był pod nazwiskiem „Goguś Gąsior”. Po raz pierwszy pojawił się w odcinku ósmym pt. Póki Siostrzeńcy Nas Nie Rozdzielą, podczas ślubu Sknerusa McKwacza z milionerką Van Der Bugs. Ważną rolę odgrywał w odcinku 13. Głosu Gogusiowi (w starej wersji dubbingowej) użyczyli Tomasz Kozłowicz oraz Józef Mika (niezależnie od siebie w różnych odcinkach).

## Rodzina
- Matka: Dafnia Kaczor
- Ojciec: Kwacław Kwabotyn, według Carla Barksa Lucjusz Gęg
- Siostrzeńcy: Hyzio, Dyzio i Zyzio,
- Kuzyni: Kaczor Donald, Kaczor „Krzywodziób” Fiksat, Gęgul Gęg, Dziobas
- Wujek: Sknerus McKwacz
- Dziadek: Kaczor Abraham
- Babcia: Babcia Kaczka
- Znajomi: Kaczka Daisy (Don Rosa uważa, że to jego bardzo odległa kuzynka i tym próbuje tłumaczyć dlaczego Siostrzeńcy mówią do niej „ciociu”. Ta teza nie została jednak bezpośrednio poparta żadnym komiksem.)